# Sylvie Guillem
Sylvie Guillem (Parigi, 25 febbraio 1965) è una ballerina francese.
Il 29 dicembre 1984, a soli 19 anni, è nominata étoile da Rudol'f Nureev, all'epoca direttore dell'Balletto dell'Opéra di Parigi. Nessuno era mai risucito a ricevere tale titolo così giovane.

## Biografia
Ha studiato ginnastica artistica fino all'età di 11 anni. Scopre la danza nel corso di uno stage alla scuola di danza de l'Opéra di Parigi. Claude Bessy, l'allora direttrice della scuola, nota subito le sue capacità eccezionali e il suo potenziale per il balletto e le offre un posto nella prestigiosa scuola.

### L'Opéra di Parigi
Entrata alla scuola dell'Opéra di Parigi all'età di 12 anni, è ammessa nel corpo di ballo nel 1981 all'età di 16 anni. Due anni dopo, vince la medaglia d'oro al Concorso internazionale del balletto di Varna in Bulgaria. A soli 19 anni, è nominata étoile da Rudol'f Nureev per la sua interpretazione de Il lago dei cigni. Sylvie Guillem diviene la più giovane étoile dell'Opera di Parigi. Una serie di importanti ruoli seguono questo riconoscimento, a volte con lo stesso Nureev come compagno.
Lascia l'Opéra nel 1989 per consacrarsi ad una carriera internazionale.

### Dopo Parigi
La sua partenza da Parigi nel 1989 ebbe grandi ripercussioni in Francia, tanto da provocare un'interpellanza parlamentare a cui dovette rispondere l'allora ministro della cultura Jack Lang. La Guillem entra al Royal Ballet di Londra il 14 aprile 1989. 
Le sue collaborazioni con coreografi come William Forsythe, Maurice Béjart, Mats Ek e più recentemente Russell Maliphant, apportano una nuova impronta alla sua carriera. Béjart in particolare le permette di sviluppare la sua sensibilità verso la danza moderna. Ek e Maliphant creano per lei degli assolo e dei duo che mettono in evidenza le sue capacità espressive anche nella danza contemporanea.
Sylvie Guillem ha danzato in tutti i più importanti teatri del mondo, dal Teatro Kirov di San Pietroburgo, all'American Ballet Theater di New York, al Teatro alla Scala di Milano. 
Nel 2012 le viene assegnato a Venezia il Leone d'oro alla carriera da Biennale Danza per "aver ridisegnato la figura della ballerina". Famosa l'immagine in punta con le gambe a six o'clock.

### L'addio alle scene
Annunciata nel corso del 2015 la sua ferma intenzione di interrompere la carriera (“Mi ritiro quando sono al massimo, non volevo essere obbligata dai segnali del corpo”), danza per l'ultima volta il 31 dicembre 2015, al termine di un tour mondiale, davanti al pubblico giapponese.

## Vita privata
Dal 2006 Guillem è legata al fotografo ed attuale marito Gilles Tapie.
Vive dividendosi tra le Alpi svizzere e una tenuta agricola nella campagna in centro Italia, ed è sostenitrice dell'associazione ambientalista ideata da Paul Watson, Sea Shepherd.. Diventa prima vegetariana e poi dal 2010 vegana..

## Riconoscimenti e premi
- 1983: Medaglia d'oro al Concorso internazionale del balletto di Varna
- 1984: Premio del Cercle Carpeaux (Parigi)
- 1988: Prix Andersen di migliore ballerina (Copenaghen), Grand Prix national di danza (Parigi), Commendatore delle Arti e delle Lettere (Parigi)
- 1989: Grand Prix Pavlova
- 1993: Medaglia di Vermeil della Città di Parigi
- 1994: Cavaliere della Legione d'onore
- 1999: Cavaliere dell'Ordre national du Mérite
- 2000: Gente Dame d'Honneur des Hospitaliers de Pomerol
- 2003: Honorary Commander dell'Ordine dell'Impero Britannico.
- 2009: Ufficiale della Legione d'onore
- 2012: Leone d'oro alla carriera dalla Biennale danza di Venezia[2]
- 2015: Premio Imperiale per il Teatro/Cinema[10]